# Babsie Steger
Babsie Steger (gebürtig: Reinhild Steger; * 1968 in Waidhofen an der Ybbs, Niederösterreich) ist eine österreichisch-französische Schauspielerin.

## Leben
Babsie Steger lebte bis zu ihrem 18. Lebensjahr in Österreich, wo sie Ballett an der Wiener Staatsoper studierte. Zu ihren Lehrern zählten unter anderem Rudolf Chametowitsch Nurejew, Mikhail Baryshnikov und Maurice Béjart. 1986 zog Steger nach Frankreich, wo sie begann, als Tänzerin und Fotomodel zu arbeiten. Komplettiert wurde ihre Schauspielausbildung am The Actors Studio von Lee Strasberg in New York City.
Ihre Karriere als Schauspielerin begann Steger in Frankreich, wo sie 1988 in Palace von Jean-Michel Ribes in einer Nebenrolle zu sehen war. Hier gab sie sich auch ihren Künstlernamen Babsie. Von 1995 bis 1998 wirkte sie in 35 Minuten der französischen Serie La croisière Foll'amour mit. 2002 war sie in einer Nebenrolle in der Miniserie Les Misérables – Gefangene des Schicksals an der Seite von John Malkovich und Gérard Depardieu zu sehen.
2013 verkörperte sie in der Fernsehserie Borgia Giovanna Farnese, die Mutter des späteren Papstes Paul III. sowie von Giulia Farnese.
1993 versuchte es Steger auch als Musikerin, doch veröffentlichte sie nur zwei Songs.
2003 eröffnete sie in Paris ein Bio-Restaurant, in dem überwiegend Kulinarik aus Österreich den Gästen serviert wurde. 2008 musste das Restaurant jedoch geschlossen werden.
Seit 2008 ist Steger Fernsehmoderatorin bei verschiedenen französischen Fernsehsendern.
Sie ist mit Takis Candilis verheiratet, dem Chef der Filmproduktionsgesellschaft Groupe Lagardère.

## Filmografie
- 2002: Les Misérables – Gefangene des Schicksals (Les Misérables)
- 2002, 2005: Kommissar Navarro (Navarro; Fernsehserie, 2 Folgen)
- 2003: Nestor Burmas Abenteuer in Paris (Nestor Burma; Fernsehserie, 1 Folge)
- 2005: Kommissar Moulin (Commissaire Moulin; Fernsehserie, 1 Folge)
- 2013: Borgia (Fernsehserie)